# Cafon Chadaš Cafon

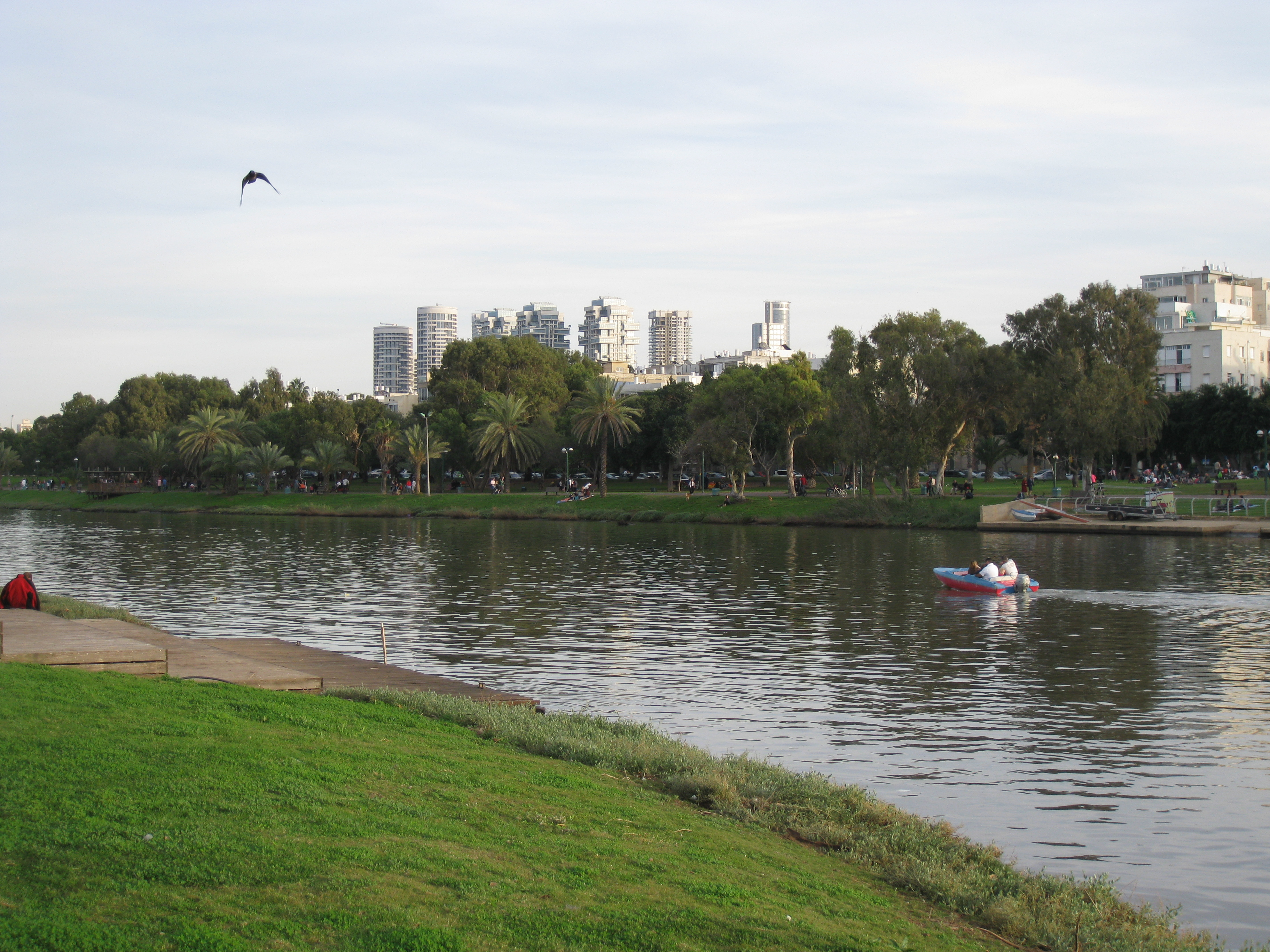
Park Jarkon, vpravo zástavba v čtvrti Cafon Chadaš Cafon, v pozadí výškové budovy v čtvrti Park Cameret

Cafon Chadaš Cafon (hebrejsky: צפון חדש צפון, doslova Nový sever-sever) je čtvrť v centrální části Tel Avivu v Izraeli. Je součástí správního obvodu Rova 4 a samosprávné jednotky Rova Bnej Dan.

## Geografie
Leží na východním okraji centrální části Tel Avivu, cca 2 kilometry od pobřeží Středozemního moře, na jižním břehu řeky Jarkon, v nadmořské výšce okolo 10 metrů. Východně odtud se rozkládá čtvrť Bavli a Giv'at Amal Bet.

## Popis čtvrti
Čtvrť na severu vymezuje ulice Sderot Rokach a zelený pás podél Jarkonu (Park Jarkon), na jihu ulice Pinkas, na východě Derech Namir a na západě Ibn Gvirol. Zástavba má charakter husté blokové městské výstavby. V roce 2007 tu žilo 9574 lidí.  Centrem čtvrtě je kruhové náměstí Kikar ha-Medina.